# Annie Buller
Annie Buller (née le 9 décembre 1895, morte le 19 janvier 1973), également connue sous le nom d’Annie Buller-Guralnick, est une organisatrice syndicale et cofondatrice du Parti communiste du Canada (PCC), de même que directrice de nombreuses publications du PCC.

## Contexte historique
Annie S. Buller nait le 9 décembre 1895 à Montréal,, dans une famille juive d'origine ukrainienne déjà composée de trois frères. Son père est charpentier. Elle émigre à Montréal avec ses parents au début des années 1900. Elle s’engage politiquement en tant que socialiste pendant la Première Guerre mondiale, et suit les traces de son amie Becky Buhay (1896–1953) dans l’étude de la pensée marxiste à la Rand School of Social Science à New York. En mai 1920, Algernon Lee, directeur de l’éducation, préside la remise des diplômes de la deuxième plus grande promotion jamais vue à Rand, dont les étudiants sont : John J. Bardsley, William D. Bavelaar, Annie S. Buller, Louis Cohan, Harry A. Durlauf, Clara Friedman, Rebecca Goldberg, William Greenspoon, Isabella E. Hall, Ammon A. Hennsey (Ammon Hennacy), Hedwig Holmes, Annie Kronhardt, Anna P. Lee, Victoria Levinson, Elsie Lindenberg, Selma Melms, Hyman Neback, Bertha Ruvinsky, Celia Samorodin, Mae Schiff, Esther T. Shemitz, Nathan S. Spivak, Esther Silverman, Sophia Ruderman, et Clara Walters,. Pendant son séjour à Rand, Buller aide à recueillir des fonds à New York pour les Canadiens participant à la grève générale de Winnipeg.

## Carrière
Dès l’âge de 13 ans, Buller travaille dans une usine de tabac, 12 heures par jour, 6 jours par semaine. À l’âge de 16 ans, elle devient commis-vendeuse dans un « magasin à prix unique ». Puis, à l’âge de 17 ans, elle est embauchée au grand magasin Almy’s, où elle devient la responsable des achats d’articles en verre et en porcelaine. En compagnie de Buhay, elle s’implique auprès d’un groupe de jeunes socialistes.

### Montreal Labour College
En 1920, à son retour à Montréal de la Rand School à New York, Buller, Buhay, leur collègue Bella Gauld (1878–1961) et d’autres fondent le Montreal Labour College. Elles prennent comme modèles pour cet établissement la Rand School et la Plebs League en Angleterre. Le comité de démarrage est composé de Buller, Becky Buhay, Mike Buhay (le frère de Becky), Bella Gauld, une certaine Madame Frankel, Mike Garber du Parti communiste révolutionnaire du Canada (CPR), Nathan Mendelssohn, George Lloyd, Dick Kerrigan, Bill Long et Sylvia Robertson. Parmi les professeurs invités figurait Scott Nearing,.

### Organisation syndicale

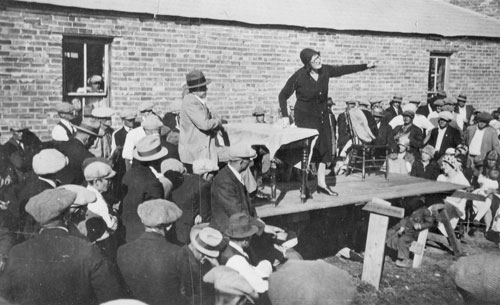
Annie Buller s'adressant à la foule avant l'émeute d'Estevan.

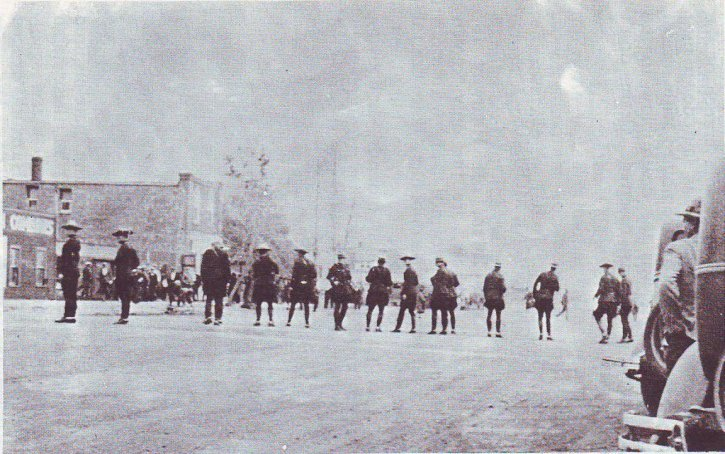
Photo de l'émeute d'Estevan, soutenue par Buller (1931).

Tout au long des années 1920, Buller travaille comme organisatrice syndicale et voyage beaucoup à travers le Canada, afin d’organiser les travailleurs et travailleuses des industries du vêtement et soutenir les mineurs et les métallurgistes. En 1931, elle mène une grève générale pour de meilleurs salaires et de meilleures conditions de travail pour les couturières à Toronto. Au milieu des années 1920, elle devient administratrice du journal The Worker.
À la suite de la Grève des mineurs du charbon d’Estevan de 1931, Buller se prononce en faveur de la création du Syndicat des mineurs du Canada. Le 23 février 1932, elle fait l’objet d’une enquête préliminaire pour émeute, qui aboutit à sa condamnation. Le 10 mars 1933, débute un nouveau procès ; elle est une fois de plus condamnée et emprisonnée pendant un an sans amende à la prison de North Battleford. À la fin des années 1930, elle dirige le journal du Parti le Mid-West Clarion de Winnipeg, jusqu’à ce qu’il soit interdit en vertu de la Loi sur les mesures de guerre (règlements concernant la défense du Canada). En 1940, dans le cadre de mesures de répression contre les membres du Parti communiste, Buller se fait arrêter avec Louis Guberman et Jock McNeil, et elle est emprisonnée à Portage la Prairie (1940-1942). Son mari, Harry Guralnick, est également interné à cette époque,.
À sa sortie de prison, elle se joint au Comité communiste ouvrier du Dominion pour la guerre totale, au Manitoba. Elle est élue au Comité national lors de sa participation au premier congrès national du Parti ouvrier progressiste.

### Organisation politique

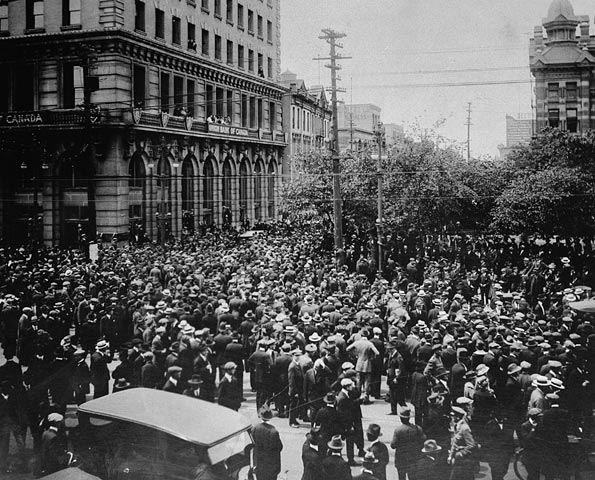
Buller soutient la grève générale de Winnipeg (21 juin 1919) : ici, une foule se rassemble devant l'ancien hôtel de ville.

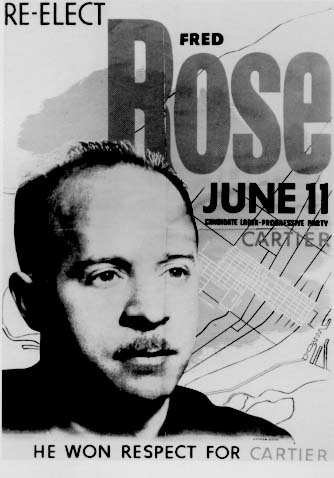
Buller participe à la fondation du Parti communiste du Canada et du Parti ouvrier progressiste (ici, l'affiche de Fred Rose pour sa réélection).

À la suite de ses efforts au Montreal Labour College, Buller devient cofondatrice du Parti communiste du Canada (PCC) à Montréal. En août 1931, le gouvernement du Canada déclare le parti illégal et condamne huit de ses dirigeants à une peine totale de 37 ans de prison (soit une moyenne de 4 à 5 ans chacun).
Buller se présente à plusieurs reprises pour un emploi à la fonction publique. En 1932, elle se présente à un poste au conseil municipal de Toronto en tant que candidate du Front uni des travailleurs. En 1952, elle se présente comme candidate du Parti ouvrier progressiste à St. Paul’s et de nouveau en 1956 (à l’âge de 61 ans) à Spadina Ward.
Après la Seconde Guerre mondiale, Buller continue à s’impliquer dans les activités du PCC, telles que les campagnes de réduction des prix organisées par la Commission nationale des femmes et l’Association des femmes au foyer.
Elle voyage en URSS en compagnie de Guralnick en 1955, et reste active au sein du PCC jusqu’à sa retraite de ses responsabilités de publication, à la fin des années 1950.[réf. nécessaire]

## Vie privée et mort

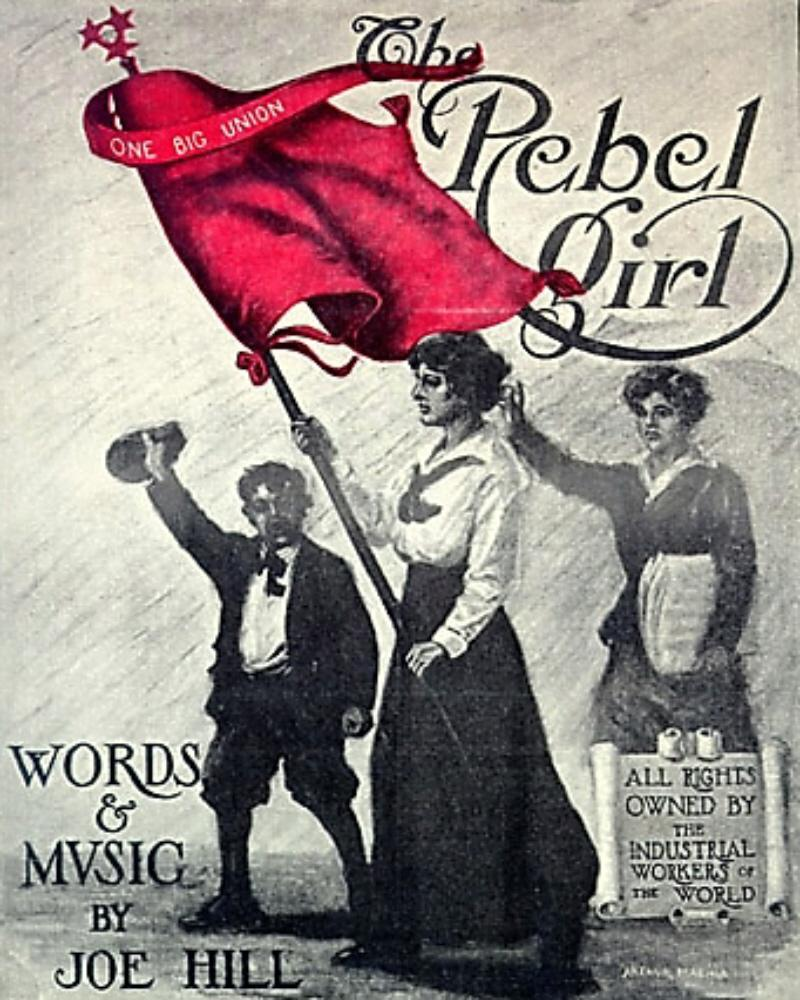
Buller est une amie de la militante de l'IWW / CPUSA, Elizabeth Gurley Flynn (inspiration pour la chanson de Joe Hill, "The Rebel Girl" (1915).

Buller épouse Harry Guralnick (décédé en 1972), un activiste de la Ligue des travailleurs juifs ; ils ont un fils,.
Elle rencontre et fait connaissance avec son « homologue » américaine, Elizabeth Gurley Flynn, qui soutient ses efforts dans son écriture et sa prise de parole en public. Buller écrit pour les causes soutenues par Flynn, dont l'affaire Sacco et Vanzetti.
Buller était également amie avec Jeanne Corbin, née en France (vers 1909–mai 1944).
En 1955, Buller et Guralnick se rendent en Union soviétique. Elle visite l’usine d’automobiles de Staline à Moscou.
Buller meurt le 19 janvier 1973. William Kashtan, le secrétaire général du PCC, prend la parole lors de ses funérailles.

## Postérité

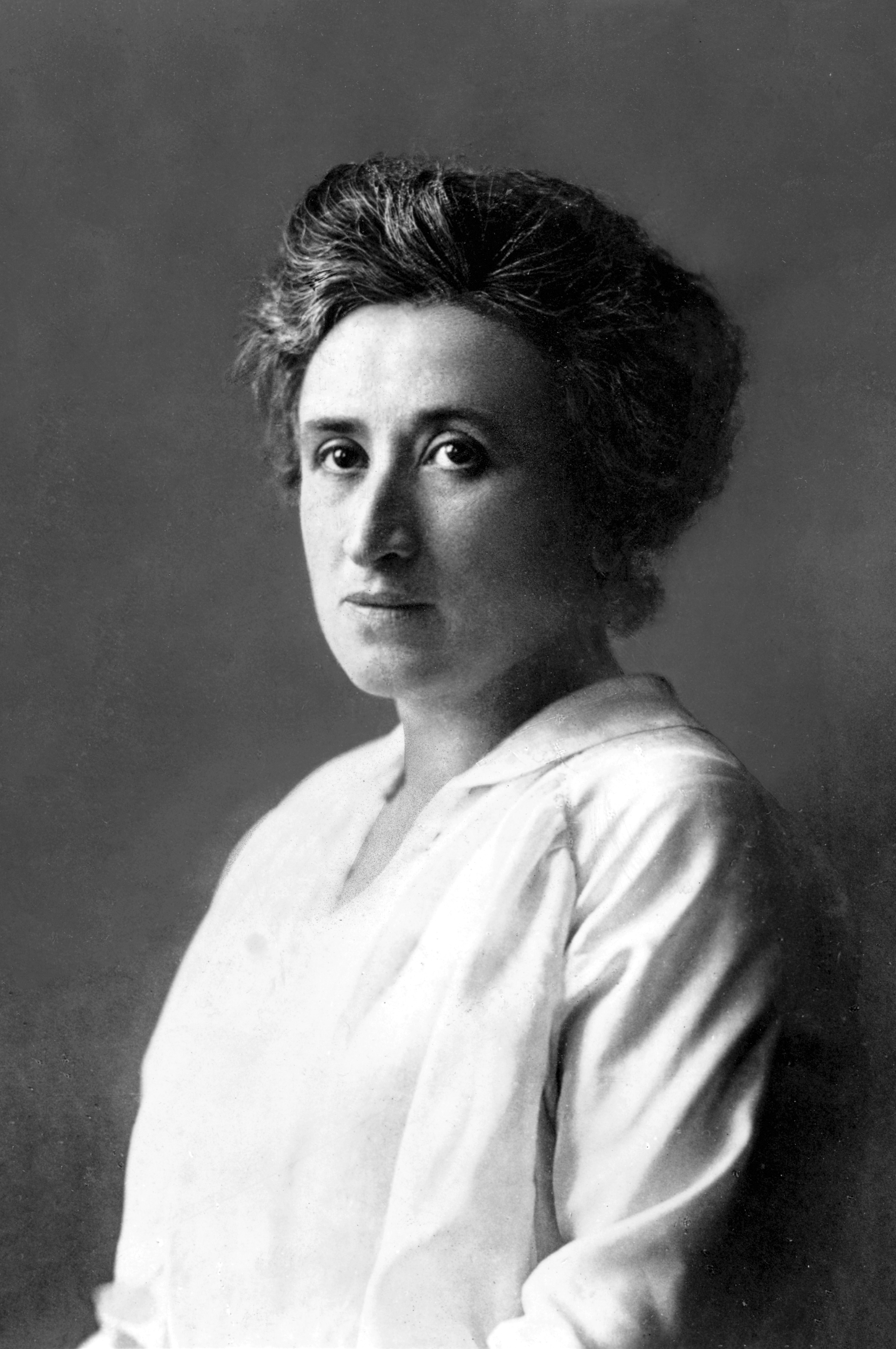
Buller est comparée à l'Allemande Rosa Luxemburg et à l'Américaine Elizabeth Gurley Flynn.

John Weir, membre du PCC, a dit de Buller qu’elle était la Rosa Luxemburg et l’Elizabeth Gurley Flynn du Canada.
Buller, son amie Becky Buhay et la précurseur Florence Custance sont parmi les rares femmes présentes aux débuts du PCC : Buller et Buhay « allaient symboliser le leadership féminin au sein du PCC pendant les trente années suivantes ».

## Ouvrages

### Articles
- (en) « Path of Struggle: The Toronto Dressmakers », National Affairs,‎ 1951 (lire en ligne)
- (en) « Glorious Heritage of Canadian Women », National Affairs,‎ 1952 (lire en ligne)
- (en) « Sam Scarlett », (périodique inconnu),‎ non daté (lire en ligne)
- (en) Buller et Theodore, « International Women's Day », National Affairs,‎ mars 1953 (lire en ligne)

### Voir également
- Parti communiste du Canada
- Front uni des travailleurs
- Syndicat des mineurs du Canada (CMU)
- Émeute d'Estevan
- Rand School of Social Science
- Elizabeth Gurley Flynn